# Manewr strategiczny
Manewr strategiczny - manewr wykonywany przez wyższe związki operacyjne (front, grupa armii) w celu wywiązania się z zadań w ramach operacji strategicznej, kampanii wojennej lub całej wojny. Jest on organizowany i przeprowadzany w myśl zamiaru naczelnego dowództwa na kierunku strategicznym lub w granicach teatru (teatrów) działań wojennych.